# Liste öffentlicher Kunstwerke und Denkmäler in Kassel
Diese Liste der öffentlichen Kunstwerke und Denkmäler in Kassel soll einen Überblick über öffentliche Kunstwerke und Denkmäler der Stadt Kassel geben. Diese Liste erhebt keinen Anspruch auf Vollständigkeit, wird aber fortwährend ergänzt. Die Denkmäler sind chronologisch nach ihrem Aufstellungsdatum geordnet, soweit dies bekannt ist.

## Denkmäler
| Bezeichnung                                       | Standort                                                       | Anlass, Beschreibung | Errichtet/ Eingeweiht                    | Entwurf/ Künstler             |  |
| ------------------------------------------------- | -------------------------------------------------------------- | --- | ---------------------------------------- | ----------------------------- |  |
| Standbild des Landgrafen Karl                     | Vor der Karlskirche                                            | In Rom 1686 vollendet, vor der Karlskirche 1768 aufgestellt. | 1686                                     | Bartholomeus Eggers           |  |
| Herkules                                          | Bergpark Wilhelmshöhe                                          | Als Krönung des Bergparks | 1710–12                                  | Giovanni Francesco Guerniero  |  |
| Standbild des Landgrafen Friedrich II.            | Friedrichsplatz                                                | Begonnen 1775 von Johann August Nahl der Ältere, von seinem Sohn nach 1781 vollendet | 1783 (Vollendung)                        | Johann August Nahl der Ältere |  |
| Schomburg-Denkmal                                 | Vor dem Ständehaus am Ständeplatz                              | Mehrmals versetzt, 1941 eingeschmolzen und 1982 nachgegossen | 1879/1982                                | Carl Echtermeier              |  |
| Denkmal für Louis Spohr                           | An der oberen Königsstraße                                     | | 1882                                     | Ferdinand Hartzer             |  |
| Einigungsdenkmal                                  | Im Fürstengarten                                               | Gestiftet 1898 von Heinrich und Johannes Wimmel, daher auch „Wimmel-Denkmal“ genannt. | 1898                                     | Karl Begas                    |  |
| Denkmal für Denis Papin                           | Vor dem Ottoneum                                               | Zuvor ab 1901 eine Gedenktafel, die durch das Denkmal ersetzt wurde | 1906                                     | Hans Everding                 |  |
| Aschrottbrunnen                                   | Rathaus Kassel                                                 | Früher Brunnenanlage. Nach politisch motivierter Zerstörung Blumenbeet und heute Denkmal | 1908 (zerstört 1939), Neugestaltung 1987 | Karl Roth / Horst Hoheisel    |  |
| Rossbändiger                                      | Am Bundessozialgericht                                         | | 1938                                     | Joseph Wackerle               |  |
| Zisselbrunnen                                     | Altmarkt                                                       | Zum Gedenken an das beliebte Volksfest. 1913 gab es bereits einen symbolischen "Zisselbrunnen" aus Pappmaché | um 1957                                  | Heinrich Cornelius            |  |
| Edelstahlskulptur                                 | Am Rand des Friedrichsplatzes                                  | zur documenta 4, danach angekauft | 1972                                     | Erich Hauser                  |  |
| Den Opfern der Gewalt                             | An früher in der Oberen Königsstraße heute am Fürstengarten    | Von einer Bürgerinitiative ermöglicht | 1974                                     | Wadim Abramowitsch Sidur      |  |
| Rahmenbau                                         | Am Rand des Friedrichsplatzes, zur Karlsaue hin                | Rahmen in die Landschaft zur documenta 6, danach angekauft | 1977                                     | Haus-Rucker-Co                |  |
| Traumschiff Tante Olga                            | Vor der Heinrich-Schütz-Schule                                 | Zur documenta 6 | 1977                                     | Anatol Herzfeld               |  |
| Laserscape                                        |                                                                | Weltweit erste permanente Laser-Licht-Skulptur im öffentlichen Stadtraum, zur documenta 6 | 1977                                     | Horst H. Baumann              |  |
| Linear-Uhr                                        | Am oberen Ende der Wilhelmstraße am Ständeplatz                | lichtkinetische Skulptur | 1977                                     | Peter Hertha                  |  |
| Vertikaler Erdkilometer                           | Friedrichsplatz                                                | Ein Kilometer tiefe Erdbohrung mit Messingstäben ausgefüllt, zur documenta 6 | 1977                                     | Walter De Maria               |  |
| Uhrtürmchen                                       | Harleshausen                                                   | Uhrtürmchen | 1979 (wiedererrichtet)                   |                               |  |
| 7000 Eichen                                       | Über das Stadtgebiet verstreut                                 | Eichen mit Basaltstein zur documenta 7 | 1982                                     | Joseph Beuys                  |  |
| Hercules throws pick-axe (Spitzhacke)             | Regattawiese am Fuldaufer                                      | zur documenta 7 | 1982                                     | Claes Oldenburg               |  |
| Die Rampe (Mahnmal)                               | Nord-Holland, ehemalige Henschelwerke                          | Mahnmal | 1985                                     | E. R. Nele                    |  |
| Brüder Grimm Denkmal                              | Brüder-Grimm-Platz                                             | Eine Hälfte der Torwache am Brüdergrimmplatz war das ehemalige Wohnhaus der Grimms | 1985                                     | Erika Maria Wiegand           |  |
| Aurora                                            | Vor der Neuen Galerie                                          | | 1985                                     | Eberhard Fiebig               |  |
| Tor des irdischen Friedens                        | Vor der Universität                                            | | 1985                                     | Eberhard Fiebig               |  |
| Herkules trägt den Obelisken                      | Vor der ehemaligen Bundesbankfiliale und heute Netcom-Standort | Von der damaligen Landeszentralbank angekauft | 1989                                     | Ivan Theimer                  |  |
| Künstler-Nekropole                                | Harleshausen                                                   | Begräbnisstätte für documenta-Künstler, die sich zu Lebzeiten testamentarisch verpflichten sich dort bestatten zu lassen und zu Lebzeiten ein Kunstwerk für den Park gestalten. Bisher: 9 Grabmonumente.                | Ab ca. 1990                              | Harry Kramer (Konzept)        |  |
| Man walking to the sky (Himmelsstürmer)           | Vor dem Hauptbahnhof                                           | Zur documenta IX auf dem Friedrichsplatz, danach angekauft und an heutigen Standort versetzt | 1992                                     | Jonathan Borofsky             |  |
| Die Fremden                                       | Auf dem Portikus des Roten Palais am Friedrichsplatz           | Zur documenta IX, danach teilweise angekauft | 1992                                     | Thomas Schütte                |  |
| Raumskulptur                                      |                                                                | Zur documenta IX, danach angekauft | 1992                                     | Per Kirkeby                   |  |
| Wachstation des Denkens gegen illegale Gewalt     | Stand bis 2013 am Regierungspräsidium                          | Zur documenta IX, danach angekauft. 2013 unter Aufsicht des Künstlers nach Moers-Kapellen verbracht und endgültig am Ufer des Silbersees aufgestellt.                                                                   | 1992                                     | Anatol Herzfeld               |  |
| Have we chosen                                    | Am Regierungspräsidium                                         | Zum Gedenken an die Bombardierung Kassels vor 50 Jahren. Stiftung des Internationalen Frauenclubs Kassel e. V. | 1995                                     | Linda Cunningham              |  |
| Blue Dancer                                       | Neben der Walter-Lübcke-Brücke                                 | | 2003–2010 und ab 2012–heute              | Kazuo Katase                  |  |
| Das Fremdlinge und Flüchtlinge Monument (Obelisk) | Bis 3. Oktober 2018 auf dem Königsplatz                        | Zur documenta 14, Nach politischen Kontroversen am 3. Oktober 2018 zunächst von der Stadt Kassel entfernt. Nach Beendigung der Kontroversen hat der Obelisk auf der Treppenstraße seinen endgültigen Standort gefunden. | 2017                                     | Olu Oguibe                    |  |
| Elisabeth Selbert                                 | Am Scheidemannplatz vor dem Gebäude der Handwerkskammer Kassel | Die Bronzestatue wurde am 21. September 2021 durch Bundespräsident Frank-Walter Steinmeier vor der Brüderkirche enthüllt und anschließend auf dem Scheidemannplatz aufgestellt.                                         | 2021                                     | Karin Bohrmann-Roth           |  |